# Список ныне живущих архиереев Черногорской православной церкви
В списке представлены ныне живущие архиереи Черногорской православной церкви (ЧПЦ).
Епископат Черногорской православной церкви насчитывает (на 28 октября 2023 года) 3 человека, все они — епархиальные архиереи, в том числе Предстоятель церкви архиепископ и митрополит Михаил.
Список составлен в порядке старшинства епископской хиротонии.

## До восстановленияЧерногорской православной церкви

### Хиротонии 1986 года
1. Симеон (Минихофер), архиепископ Которский и Приморский (10 декабря 1986[2]; на кафедре с 2018)

## Во время вакансии Предстоятельского престола

### Хиротонии 1998 года
1. Михаил (Дедеич), архиепископ Цетинский и митрополит Черногорский (15 марта 1998; на кафедре со дня хиротонии)

## Предстоятельство архиепископа и митрополитаМихаила

### Хиротонии 2008 года
1. Горазд (Гломазич), епископ Аргентинский (31 октября 2008; на кафедре со дня хиротонии)[3]

## Будущие архиереи

### Избранные в архиереи
После избрания архиерейская хиротония может быть совершена в срок от месяца до нескольких лет или вообще не состояться.

## Архиерей, ранее пребывавший в Черногорской православной церкви, но ныне находящийся в юрисдикции иной неканонической церкви
1. Сергий (Моисеенко), митрополит Подгорицкий и Дуклянский (19 октября 1997[4]; с 1 ноября 2002 по 19 июля 2009 в клире Черногорской православной церкви, возвратился в неканоническую Истинно-Православную Церковь в России).

## Архиерей, ранее пребывавший в Черногорской православной церкви, но ныне находящийся в своей юрисдикции
1. Борис (Бойович), бывший епископ Острожский и Никшичский (16 июня 2019; отлучён 28 октября 2023)